# 278640 Elenacerniene
278640 Elenacerniene este o planetă minoră (asteroid) din centura de asteroizi. A fost descoperită pe 2 septembrie 2008 la Molėtų astronomijos observatorija⁠(d) de . 
Obiectul prezintă o orbită caracterizată de o semiaxă mare de 3,1372673642271 UAi, o excentricitate de 0,084124752204343, o înclinație de 10,278105730999 ° în raport cu ecliptica.